# Gọt bút chì

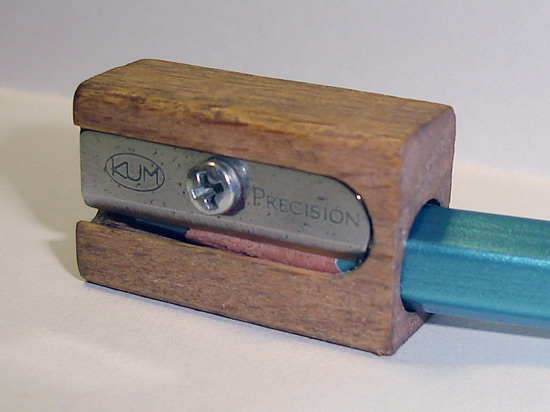
Một dụng cụ gọt bút chì bằng tay

Gọt bút chì   là một dụng cụ để gọt nhọn đầu cây bút chì cho đến khi lòi phần chì màu đen để viết. Gọt bút chì có thể là dụng cụ gọt tay hoặc là dụng cụ động cơ điện.